# Enrico Betti

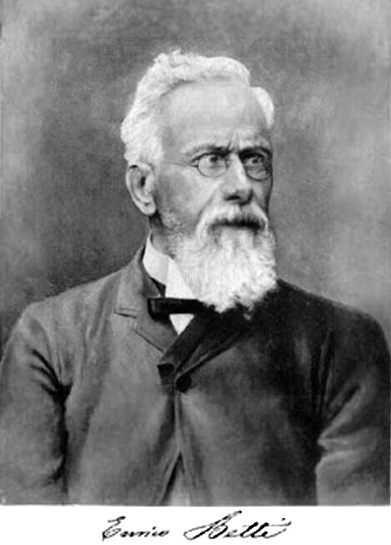
Enrico Betti

Enrico Betti (n. 21 octombrie 1823 - d. 11 august 1892) a fost un matematician italian, cunoscut pentru definirea numerelor care îi poartă numele (numerele lui Betti) și prin lucrările de topologie.
În rezistența materialelor, a stabilit un principiu privind deformarea materialelor care îi poartă numele.
A obținut o generalizare a noțiuni de conică pe o suprafață oarecare.
A tradus Elementele lui Euclid, pe care le-a tipărit la Florența în 1868.
De teoria numerelelor lui Betti s-a ocupat și matematicianul român Gheorghe Vrânceanu în 1962.